# Buskea
Buskea is een mosdiertjesgeslacht uit de familie van de Celleporidae en de orde Cheilostomatida. De wetenschappelijke naam ervan is in 1867 voor het eerst geldig gepubliceerd door Heller.

## Soorten
- Buskea billardi (Calvet, 1906)
- Buskea dichotoma (Hincks, 1862)
- Buskea margaritacea (Pourtalès, 1867)
- Buskea medwaves Ramalho, Caballero-Herrera, Urra,& Rueda, 2020
- Buskea minutiporosa (Canu & Bassler, 1928)
- Buskea nitida Heller, 1867
- Buskea ovalis (Busk, 1881)